# Piętro wodonośne
Piętro wodonośne – poziom wodonośny albo zespół poziomów wodonośnych, które należą do jednej jednostki stratygraficznej.